# Pierre Bigot
Pour les articles homonymes, voir Bigot.
Pierre-Marie Bigot, né le 22 décembre 1909 à Alger et mort le 11 janvier 2008 à Châteauvieux, est un général français, condamné pour complicité dans le putsch des généraux.

## Biographie
Il sort de Saint-Cyr en 1931.